# ذي الرية (النادرة)

تعديل مصدري - تعديل

ذي الرية محلة تابعة لقرية المنزل، التابعة لعزلة مقنع الاعلى بمديرية النادرة إحدى مديريات محافظة إب في الجمهورية اليمنية، بلغ تعداد سكانها 42 حسب تعداد اليمن لعام 2004.